# Vasiliká Agíou Ioánnou
Vasiliká Agíou Ioánnou (Vasilika Agiou Ioannou) är en ort i Grekland.   Den ligger i prefekturen Nomós Kerkýras och regionen Joniska öarna, i den västra delen av landet, 400 km nordväst om huvudstaden Aten. Vasiliká Agíou Ioánnou ligger 81 meter över havet och antalet invånare är 278. Den ligger på ön Korfu.
Terrängen runt Vasiliká Agíou Ioánnou är platt åt nordost, men åt sydväst är den kuperad.Runt Vasiliká Agíou Ioánnou är det ganska tätbefolkat, med 172 invånare per kvadratkilometer. Närmaste större samhälle är Korfu, 7,8 km öster om Vasiliká Agíou Ioánnou. 